# Kunov
Kunov (německy Kunau, polsky Kunów) je vesnice, část obce Nové Heřminovy v okrese Bruntál. Nachází se asi 6 km na severovýchod od Bruntálu. Prochází tudy železniční trať Milotice nad Opavou – Vrbno pod Pradědem a silnice II/451.
Kunov leží v katastrálním území Nové Heřminovy o výměře 11,03 km2. Do roku 2019 byl tento katastr anomálně rozdělen mezi obec Nové Heřminovy a město Bruntál, přičemž obě části měly status územně technických jednotek, jimiž byly Nové Heřminovy-Bruntál (část katastru s Kunovem) a Nové Heřminovy-Nové Heřminovy (část katastru s obcí Nové Heřminovy).

## Historický přehled
Kunov původně tvořil osadu obce Skrbovice, k níž však původně nepatřily jeho jižní domy s čísly popisnými 65, 66, 67, 68 a 81, jež byly postaveny později. Pozemky s těmito domy byly původně součástí katastrálního území Nové Heřminovy, v jejichž rámci tvořily po svém postavení místní část Kunov. Tato místní část pak byla roku 1924 připojena ke Skrbovicím jako součást stávající osady Kunova, přičemž katastrální území Skrbovic pak svým cípem zasahovalo do blízkosti zástavby Nových Heřminov. Roku 1960 pak byl celý Kunov od Skrbovic oddělen a překatastrován k Novým Heřminovům. K 1. červenci 1979 pak byla obec Nové Heřminovy připojena spolu s Kunovem k Bruntálu, jehož součástí zůstal Kunov i poté, co se Nové Heřminovy k 1. lednu 1992 osamostatnily. Ani po tomto datu však nedošlo k rozdělení katastru. Podobné anomálie již zákony do budoucna nepřipouštěl a proto se Kunov k 21. červnu 2019 stal součástí obce Nové Heřminovy.

## Vývoj počtu obyvatel
Počet obyvatel Kunova podle sčítání nebo jiných úředních záznamů:
| Rok            | 1930 | 1961 | 1970 | 1980 | 1991 | 2001 | 2011 | 2021 |
| -------------- | ---- | ---- | ---- | ---- | ---- | ---- | ---- | ---- |
| Počet obyvatel | 380  | 252  | 254  | 182  | 167  | 173  | 95   | 93   |

V Kunově bylo k roku 2010 evidováno 28 adres: 27 čísel popisných (trvalé objekty) a 1 číslo evidenční (dočasné či rekreační objekty). Při sčítání lidu roku 2001 zde bylo napočítáno 25 domů, z toho 19 trvale obydlených.

## Galerie

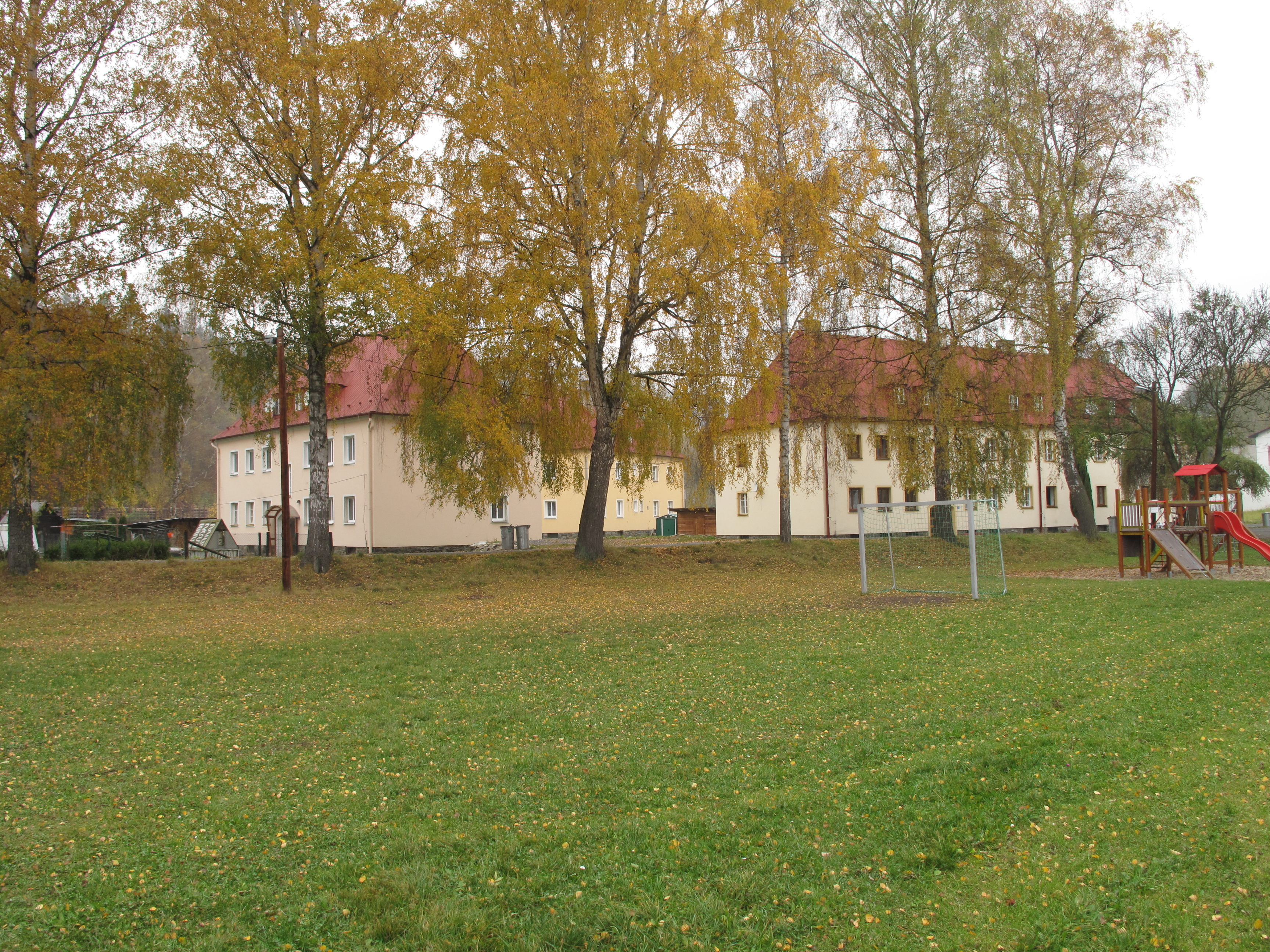
Bytovky
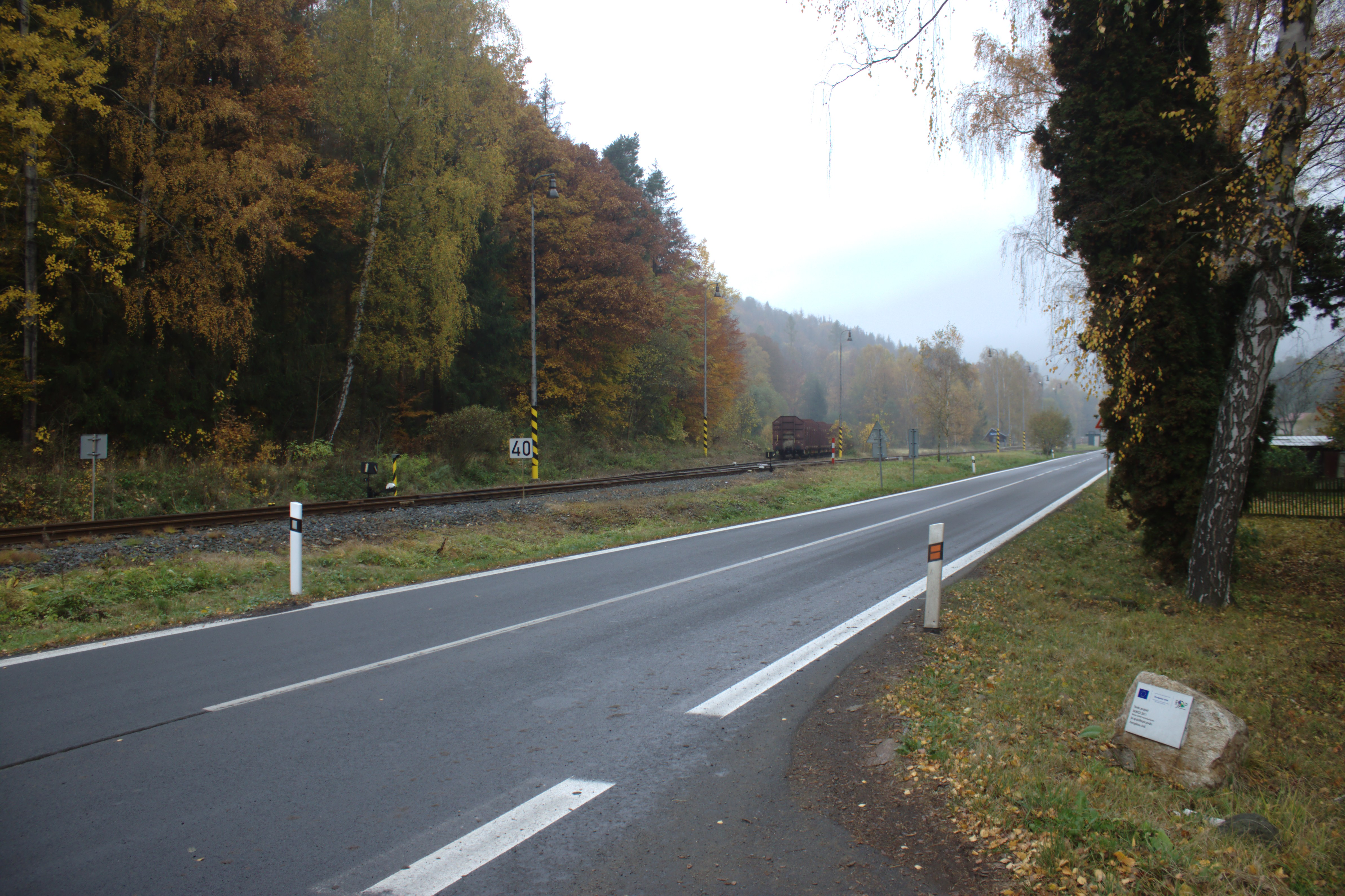
Silnice a dráha
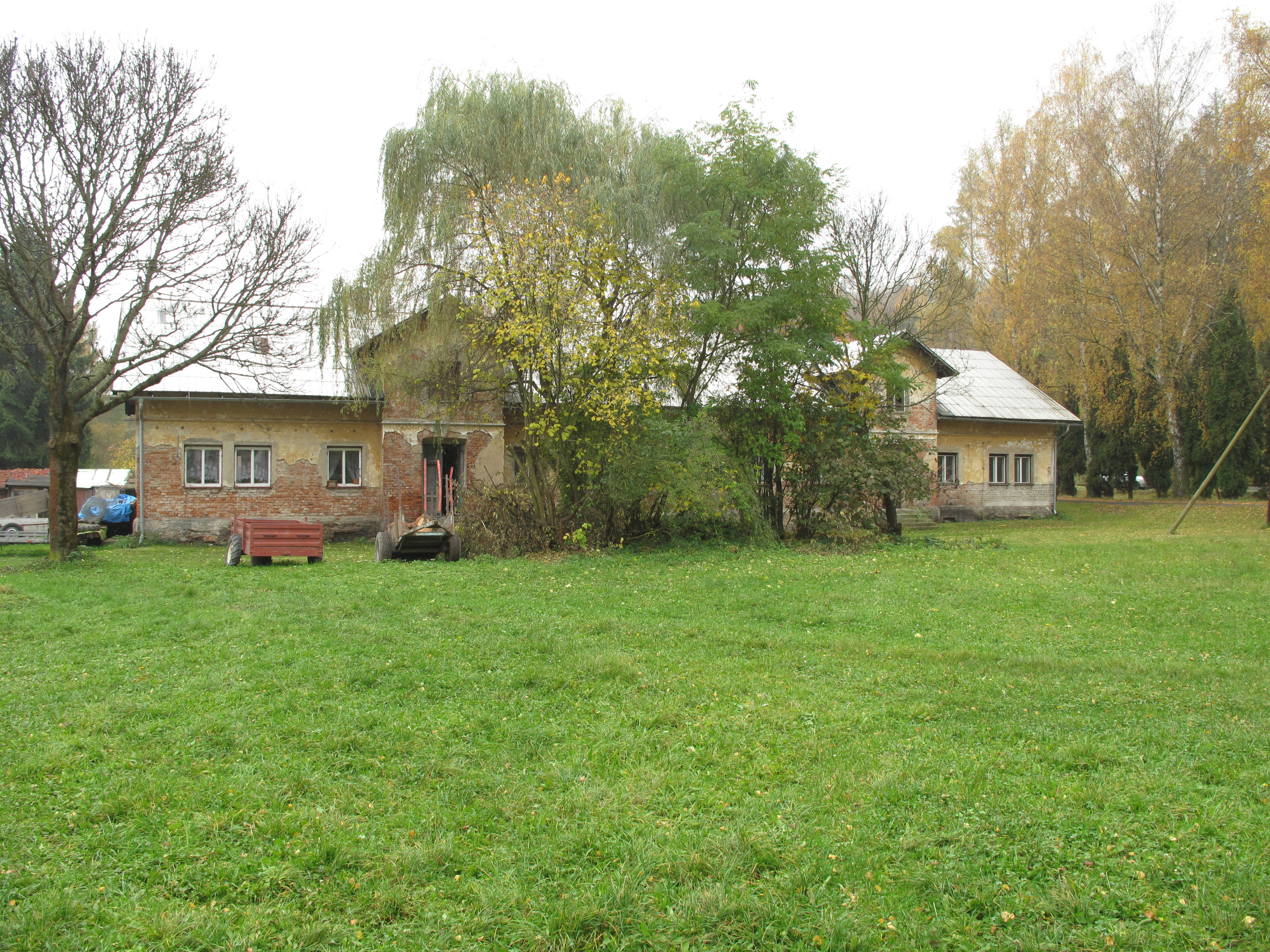
Dům